# Play (chanson de Lorie)
Pour les articles homonymes, voir Play.
Singles de Lorie
Je vais vite
(2007) 1 garçon
(2008)
Play est une chanson de la chanteuse française Lorie extraite de son cinquième album studio, intitulé 2lor en moi ?. Le titre est sorti en tant que second single de l'album le 31 mars 2008. Garou fait la voix mixée dans cette chanson. Bien que ce titre soit apprécié par une majorité de fans de Lorie, le single ne rencontra pas le succès escompté malgré un fort potentiel 'Tube'. Le manque de promotion de Lorie y étant pour beaucoup.

## Publication
Le 24 mars sort deux maxi singles contenant 6 et 8 remixes de Play en téléchargement. Le 31 mars, un autre single 4 titres avec la reprise de Fever en téléchargement est sorti. C'est à partir du 7 avril que le titre est présent en version physique.

## Clip vidéo
Le clip vidéo a été tourné le 18 février 2008 au Mix Club de Paris. Celui-ci comprend 150 figurants ainsi que six danseuses qui entourent Lorie. On peut y voir une apparition du DJ Dim Chris le temps d'un remix suivi par des danseurs de Tecktonik. Le clip a été diffusé sur internet et en TV à partir du 5 mars 2008. Le clip utilise un arrangement plus long du remix Asdorve Radio Edit II.

## Liste des pistes
- CD single

1. Play (Asdorve Radio Edit II) – 3:31
2. Play (Dim Chris Radio Edit) – 3:37
3. Play (Mathieu Bouthier Elektropop Mix) – 2:59
4. Fever (Single Version) – 3:14

- CD maxi single promo

1. Play (Spencer and Hill 12") – 6:17
2. Play (Dim Chris Dcay) – 7:40
3. Play (Mathieu Bouthier Elektropop) – 7:09
4. Play (Bimbo Jones 12") – 7:44
5. Play (Asdorve Xtended Original) – 6:01
6. Play (Spencer and Hill UK Dub) – 6:16
7. Play (Mathieu Bouthier Dubmix) – 5:37
8. Play (Bimbo Jones Dub) – 8:17

- CD maxi single 2 promo

1. Play (Dim Chris Radio Edit) – 3:39
2. Play (Asdorve Radio Edit) – 3:29
3. Play (Spencer and Hill Radio Mix) – 3:36
4. Play (Mathieu Bouthier Elektropop Mix) – 2:58
5. Play (Bimbo Jones Radio Dub) – 3:16
6. Play (Spencer and Hill UK Dub Cut) – 3:35

## Classement hebdomadaire
|                                            | Meilleure position |
| ------------------------------------------ | ------------------ |
| France                                     | 12                 |
| France Club 40 (Diffusion du clip)         | 1                  |
| France (Diffusion du titre dans les clubs) | 58                 |
| Belgique Ultratip (BEL/Fr)                 | 11                 |
| Europe                                     | 50                 |
| Québec                                     | 10                 |
| Québec (Diffusion du clip)[réf. souhaitée] | 2                  |
| Russie (Airplay)                           | 261                |